# Чотири справи інспектора Турчина
«Чотири справи інспектора Турчина» — поліційний детектив українського письменника Миколи Яковича Ярмолюка.

## Зміст книги
У повістях йдеться про розкриття молодим інспектором карного розшуку Павлом Турчиним, випускником школи міліції, чотирьох кримінальних справ. Автор захопливо розповідає про велику і потрібну роботу міліції по знешкодженню карних злочинців, про гуманізм і героїзм працівників міліції та про ті антиморальні явища, що породили злочинність: пияцтво, бездуховність, жадобу збагачення.

## Критика
1. Вітчизна [Архівовано 17 липня 2021 у Wayback Machine.]
2. Дніпро [Архівовано 17 липня 2021 у Wayback Machine.]

## Нагороди
- 1981 р. — книгу повістей «Чотири справи інспектора Турчина» було визнано найкращою на Республіканському літературному конкурсі на найкращий художній твір про діяльність органів внутрішніх справ.